# Mustapha El Aamrani
Mustapha El Aamrani (30 mei 1986) is een Nederlands voetballer die als aanvaller voor ASV Blauw Wit speelt. Hij speelde in het seizoen 2005/06 voor Stormvogels Telstar in de Eerste divisie.

## Carrière
Mustapha El Aamrani speelde in de jeugd van AZ, waar hij in 2005 vertrok om bij Stormvogels Telstar te spelen. Hij debuteerde voor Telstar op 12 augustus 2005, in de met 1-0 verloren uitwedstrijd tegen VVV-Venlo. El Aamrani kwam tot negentien wedstrijden voor Telstar en maakte zijn enige doelpunt op 7 april 2006, in de met 3-1 gewonnen thuiswedstrijd tegen AGOVV Apeldoorn. Hierna speelde hij voor Jong FC Utrecht, FC Blauw-Wit Amsterdam, FC Chabab, VV Young Boys, ASV De Dijk, VV HBOK en ASV Blauw Wit.

### Statistieken
| Seizoen                   | Club                | Land           | Competitie     | Competitie | Competitie | Beker | Beker | Totaal | Totaal |
| Seizoen                   | Club                | Land           | Competitie     | Wed.       | Dlp.       | Wed.  | Dlp.  | Wed.   | Dlp.   |
| ------------------------- | ------------------- | -------------- | -------------- | ---------- | ---------- | ----- | ----- | ------ | ------ |
| 2005/06                   | Stormvogels Telstar | Nederland      | Eerste divisie | 19         | 1          | 0     | 0     | 19     | 1      |
| Carrièretotaal            | Carrièretotaal      | Carrièretotaal | Carrièretotaal | 19         | 1          | 0     | 0     | 19     | 1      |
| Bijgewerkt op 17 mei 2019 |                     |                |                |            |            |       |       |        |        |